# Дуба (Саудівська Аравія)
Дуба (араб. ضبا) — невелике місто на північному узбережжі Червоного моря Саудівської Аравії . Розташоване в провінції Табук . Місцеві жителі описують його як Перлину Червоного моря. Населення Дуби становить близько 22 000 осіб.

## Історія
Перша згадка про Дубу під цією назвою походить з 1203 року. Однак Долина Сальми та Долина Кафафа були відомі вже багато століть до того.
Давньогрецький вчений Птолемей згадував про торговий шлях, який вів з Кафафи до Ліх'яну (нинішній Аль-Ула). 1790 року шейх Абд аль-Гані аль-Набулсі писав про Дубу в своєму звіті про поїздку до Мекки на хадж.
Історично це частина місцевості Мадіан; місто згадується в ісламських текстах. Згідно з Кораном, в Мадіані оселився пророк Мусса (регіон починається від річки Йордан і тягнеться до міста Дуба).
За часів Османської імперії турки укріпили місто, захищаючи шлях від Єгипту до Аравії .
Після завоювання міста Саудівською Аравією в 1933 році король Абдулазіз збудував там свій замок.

## Географія
Дуба знаходиться на північному заході Саудівської Аравії на узбережжі Червоного моря на єгипетській дорозі Хаджу, близько 300 км від перетину Єгипту, Йорданії та Ізраїлю . Дуба включає 3 долини, Дахкан на півночі та Сальму і Кафафу на півдні. Це близько 800 км від Джидди / Мекки прибережною магістраллю, яка проходить через головний порт та промислове місто Янбу .
Дуба — портове місто, звідки до Єгипту та Йорданії курсують пороми та кораблі. До портів Хургади та Сафаги Єгипту можна дістатися на поромі приблизно за 3 години (мінімум). Він стратегічно розташований у вихідній точці Акабської затоки, яка закінчується Ейлатом (Ізраїль) та Акабою, Йорданія. Це один з найважливіших економічних епіцентрів для власної країни, щороку є багато торговців, які проїжджають місто Дуба.
Джерела Макни — цікаве місце для пікніка, поряд з Дубою є відомий пляж Шарма, хоча він не розроблений як туристичне місце.

## Клімат
Клімати Дуби класифікується як пустельний.(BWh).
| Клімат Duba             | Клімат Duba | Клімат Duba | Клімат Duba | Клімат Duba | Клімат Duba | Клімат Duba | Клімат Duba | Клімат Duba | Клімат Duba | Клімат Duba | Клімат Duba | Клімат Duba | Клімат Duba |
| Показник                | Січ.        | Лют.        | Бер.        | Квіт.       | Трав.       | Черв.       | Лип.        | Серп.       | Вер.        | Жовт.       | Лист.       | Груд.       |             |
| Середній максимум, °C   | 22,4        | 24          | 26,4        | 29,2        | 32,5        | 34,6        | 35,6        | 35,8        | 34          | 31,8        | 27,7        | 23,5        |             |
| Середня температура, °C | 16,9        | 18,2        | 20,7        | 23,5        | 27,2        | 29,4        | 30,6        | 30,8        | 29          | 26,4        | 22,2        | 18          |             |
| Середній мінімум, °C    | 11,4        | 12,5        | 15,1        | 17,9        | 21,9        | 24,3        | 25,6        | 25,8        | 24          | 21          | 16,8        | 12,6        |             |
| Норма опадів, мм        | 1           | 1           | 1           | 0           | 1           | 0           | 0           | 0           | 0           | 1           | 4           | 2           |             |
| ----------------------- | ----------- | ----------- | ----------- | ----------- | ----------- | ----------- | ----------- | ----------- | ----------- | ----------- | ----------- | ----------- | ----------- |

## Транспорт
В місті немає місцевого громадського транспорту. Більша частина міста знаходиться в межах пішої досяжності. Для одноденних поїздок можна орендувати автомобіль. Деякі люди використовують свої машини як приватні таксі.
Сусідні міста Табук (180 км) та Аль Вадж (близько 160 км) мають аеропорти, що зв'язують регіон з основними національними та міжнародними аеропортами королівства Саудівська Аравія.
Saptco Saudi Road Transport пропонує автобусне сполучення з Джидди та Мекки в Табук, Саудівська Аравія через Дубу. З Джидди до Дуби поїздка автобусом займає близько 12 годин.

## Заклади харчування
По всьому місту розташовані численні ресторани, де подають арабську, пакистанську, індійську (Кералу), крім того тут є заклади світових мереж ресторанів.